# Collegio di Plymouth Moor View
Plymouth Moor View è un collegio elettorale inglese situato nel Devon e rappresentato alla Camera dei comuni del parlamento del Regno Unito. Elegge un membro del parlamento con il sistema maggioritario a turno unico; l'attuale parlamentare è Fred Thomas del Partito Laburista, che rappresenta il collegio dal 2024.

## Estensione

Plymouth Moor View dal 2010 al 2024

Plymouth Moor View copre la parte settentrionale di Plymouth; i ward elettorali che costituiscono il collegio sono Budshead, Eggbuckland, Ham, Honicknowle, Moor View, St Budeaux e Southway; dal 2024 è stato aggiunto anche il ward di Peverell precedentemente situato nel collegio di Plymouth Sutton and Devonport.
I ward rimanenti della città di Plymouth si trovano nei collegi di Plymouth Sutton and Devonport e South West Devon.

## Membri del parlamento
| Elezione | Elezione | Deputato       | Partito      |
| -------- | -------- | -------------- | ------------ |
|          | 2010     | Alison Seabeck | Laburista    |
|          | 2015     | Johnny Mercer  | Conservatore |
|          | 2024     | Fred Thomas    | Laburista    |

## Elezioni

### Elezioni negli anni 2020
| Partito                    | Partito                                           | Candidato                  | Risultati 4 luglio 2024 | Risultati 4 luglio 2024 |
| Partito                    | Partito                                           | Candidato                  | Voti                    | %                       |
| -------------------------- | ------------------------------------------------- | -------------------------- | ----------------------- | ----------------------- |
|                            | Laburista                                         | Fred Thomas                | 17 665                  | 41,22                   |
|                            | Conservatore                                      | Johnny Mercer              | 12 061                  | 28,14                   |
|                            | Reform UK                                         | Shaun Hooper               | 9 670                   | 22,56                   |
|                            | Lib Dem                                           | Sarah Martin               | 1 766                   | 4,12                    |
|                            | Verdi                                             | Georgia Nelson             | 1 694                   | 3,95                    |
|                            |                                                   |                            |                         |                         |
| Iscritti                   | Iscritti                                          | Iscritti                   | 74 724                  | 100,00                  |
| ↳ Votanti (% su iscritti)  | ↳ Votanti (% su iscritti)                         | ↳ Votanti (% su iscritti)  | 42 856                  | 57,35                   |
| ↳ Astenuti (% su iscritti) | ↳ Astenuti (% su iscritti)                        | ↳ Astenuti (% su iscritti) | 31 868                  | 42,65                   |
|                            |                                                   |                            |                         |                         |
|                            | Esito: collegio passa da Conservatore a Laburista |                            |                         |                         |

### Elezioni negli anni 2010
| Partito                    | Partito                                   | Candidato                  | Risultati 12 dicembre 2019 | Risultati 12 dicembre 2019 |
| Partito                    | Partito                                   | Candidato                  | Voti                       | %                          |
| -------------------------- | ----------------------------------------- | -------------------------- | -------------------------- | -------------------------- |
|                            | Conservatore                              | Johnny Mercer              | 26 831                     | 60,65                      |
|                            | Laburista                                 | Charlotte Holloway         | 13 934                     | 31,50                      |
|                            | Lib Dem                                   | Sarah Martin               | 2 301                      | 5,20                       |
|                            | Verdi                                     | Ewan Melling Flavell       | 1 173                      | 2,65                       |
|                            |                                           |                            |                            |                            |
| Iscritti                   | Iscritti                                  | Iscritti                   | 69 430                     | 100,00                     |
| ↳ Votanti (% su iscritti)  | ↳ Votanti (% su iscritti)                 | ↳ Votanti (% su iscritti)  | 44 239                     | 63,72                      |
| ↳ Astenuti (% su iscritti) | ↳ Astenuti (% su iscritti)                | ↳ Astenuti (% su iscritti) | 25 191                     | 36,28                      |
|                            |                                           |                            |                            |                            |
|                            | Esito: collegio confermato a Conservatore |                            |                            |                            |

| Partito                    | Partito                                   | Candidato                  | Risultati 8 giugno 2017 | Risultati 8 giugno 2017 |
| Partito                    | Partito                                   | Candidato                  | Voti                    | %                       |
| -------------------------- | ----------------------------------------- | -------------------------- | ----------------------- | ----------------------- |
|                            | Conservatore                              | Johnny Mercer              | 23 567                  | 51,89                   |
|                            | Laburista                                 | Sue Dann                   | 18 548                  | 40,84                   |
|                            | UKIP                                      | Wendy Noble                | 1 849                   | 4,07                    |
|                            | Lib Dem                                   | Graham Reed                | 917                     | 2,02                    |
|                            | Verdi                                     | Josh Pope                  | 536                     | 1,18                    |
|                            |                                           |                            |                         |                         |
| Iscritti                   | Iscritti                                  | Iscritti                   | 69 338                  | 100,00                  |
| ↳ Votanti (% su iscritti)  | ↳ Votanti (% su iscritti)                 | ↳ Votanti (% su iscritti)  | 45 417                  | 65,50                   |
| ↳ Astenuti (% su iscritti) | ↳ Astenuti (% su iscritti)                | ↳ Astenuti (% su iscritti) | 23 921                  | 34,50                   |
|                            |                                           |                            |                         |                         |
|                            | Esito: collegio confermato a Conservatore |                            |                         |                         |

| Partito                    | Partito                                           | Candidato                  | Risultati 7 maggio 2015 | Risultati 7 maggio 2015 |
| Partito                    | Partito                                           | Candidato                  | Voti                    | %                       |
| -------------------------- | ------------------------------------------------- | -------------------------- | ----------------------- | ----------------------- |
|                            | Conservatore                                      | Johnny Mercer              | 16 020                  | 37,60                   |
|                            | Laburista                                         | Alison Seabeck             | 14 994                  | 35,19                   |
|                            | UKIP                                              | Penny Mills                | 9 152                   | 21,48                   |
|                            | Lib Dem                                           | Stuart Bonar               | 1 265                   | 2,97                    |
|                            | Verdi                                             | Benjamin Osborn            | 1 023                   | 2,40                    |
|                            | TUSC                                              | Louise Parker              | 152                     | 0,36                    |
|                            |                                                   |                            |                         |                         |
| Iscritti                   | Iscritti                                          | Iscritti                   | 69 165                  | 100,00                  |
| ↳ Votanti (% su iscritti)  | ↳ Votanti (% su iscritti)                         | ↳ Votanti (% su iscritti)  | 42 606                  | 61,60                   |
| ↳ Astenuti (% su iscritti) | ↳ Astenuti (% su iscritti)                        | ↳ Astenuti (% su iscritti) | 26 559                  | 38,40                   |
|                            |                                                   |                            |                         |                         |
|                            | Esito: collegio passa da Laburista a Conservatore |                            |                         |                         |

| Partito                    | Partito                                      | Candidato                  | Risultati 6 maggio 2010 | Risultati 6 maggio 2010 |
| Partito                    | Partito                                      | Candidato                  | Voti                    | %                       |
| -------------------------- | -------------------------------------------- | -------------------------- | ----------------------- | ----------------------- |
|                            | Laburista                                    | Alison Seabeck             | 15 433                  | 37,16                   |
|                            | Conservatore                                 | Matthew Groves             | 13 845                  | 33,34                   |
|                            | Lib Dem                                      | Stuart Bonar               | 7 016                   | 16,90                   |
|                            | UKIP                                         | Bill Wakeham               | 3 188                   | 7,68                    |
|                            | BNP                                          | Roy Crook                  | 1 438                   | 3,46                    |
|                            | Verdi                                        | Wendy Miller               | 398                     | 0,96                    |
|                            | Laburista Socialista                         | David Marchesi             | 208                     | 0,50                    |
|                            |                                              |                            |                         |                         |
| Iscritti                   | Iscritti                                     | Iscritti                   | 67 303                  | 100,00                  |
| ↳ Votanti (% su iscritti)  | ↳ Votanti (% su iscritti)                    | ↳ Votanti (% su iscritti)  | 41 526                  | 61,70                   |
| ↳ Astenuti (% su iscritti) | ↳ Astenuti (% su iscritti)                   | ↳ Astenuti (% su iscritti) | 25 777                  | 38,30                   |
|                            |                                              |                            |                         |                         |
|                            | Esito: collegio a Laburista (nuovo collegio) |                            |                         |                         |

## Risultati dei referendum

### Referendum sulla permanenza del Regno Unito nell'Unione europea del 2016
|  | Collegio           | Lasciare UE % | Rimanere in UE % |
|  | ------------------ | ------------- | ---------------- |
|  | Plymouth Moor View | 66,4%         | 33,6%            |
|  | Inghilterra        | 53,3%         | 46,7%            |
|  | Regno Unito        | 51,9%         | 48,1%            |